# Abbazia di Fornelli
L'abbazia di Santa Maria e di San Lazzaro - conosciuta anche come abbazia di Fornelli - è stato un luogo di culto cattolico situato nella località di Fornelli nel comune di Mallare, lungo la strada provinciale 15, in provincia di Savona. La chiesa è ubicato a ridosso dei confini amministrativi di Mallare, Pallare e Bormida.

## Storia
Da sempre legata alle vicende storiche e religiose della val Bormida, il primo impianto dell'abbazia fu fondato in località Fornelli (toponimo legato alla presenza di carbonaie per le fornaci) dal marchese di Savona Enrico I Del Carretto nel 1179 che fondò la chiesa-ospedale per 12 infermi (lebbrosi) titolandola a santa Maria e san Lazzaro e tutti i santi in quello che era allora territorio di Crux ferrea (Cosseria).
Inizialmente assunse la funzione di chiesa-ospedale, e di ricovero e punto di riferimento per i pellegrini lungo la valle; ebbe inoltre la funzione di lazzaretto durante le epidemie. Il complesso era formato dall'edificio abbaziale, dal chiostro e dalla chiesa.
Affidata all'Ordine di Sant'Agostino, venne trasformata in abbazia commendataria nel 1401 e poco dopo assegnata agli abati della casata nobiliare dei Del Carretto. Essendo il primo centro religioso fondato nella vallata fino alla fondazione delle rispettive parrocchiali verso di essa si indirizzarono i fedeli pallaresi e bormidesi fino alla metà del 1500, il legame pallarese con l'abbazia perdurò fino alla metà del 1800.
Nei secoli successivi le varie proprietà sul complesso, oramai decaduto l'uso ospedaliero, cercarono di sfruttarne l'intera struttura a livello di sostentamento con l'edificazione di una ferriera, una segheria, due cascine e un mulino. Allo sviluppo economico si verificò però la decadenza del complesso religioso dell'edificio.
Nel 1825 il complesso abbaziale fu ufficialmente soppresso e ceduto in enfiteusi perpetua al banchiere savonese Giacomo Ponzone che ne divenne proprietario riscattandone l'enfiteusi. Iniziò quindi una lunga vertenza con i pallaresi, definitivamente persa da questi ultimi nel 1844, che interruppe l'ultimo legame con l'abbazia cioè la processione che vi si svolgeva in onore di santa Liberata dirottata sulla più comoda chiesetta di San Rocco, acquistando un quadro della santa. Al fallimento della banca del Ponzone i beni dell'abbazia furono acquistati nel 1894 dai marchesi Raggi di Genova che trasformarono il complesso della chiesa in residenza e proprietà privata, preservandone la sola navata centrale della chiesa. Nel 1933 alcuni locali degli edifici posti dall'altra parte del fiume ospitarono per alcuni anni la scuola elementare. La struttura oggi non è aperta al pubblico.

## Descrizione
La chiesa ha una pianta a croce latina con tre altari. Le tre absidi un tempo interamente affrescate oggi mostrano solo in quelle laterali parte degli affreschi quattrocenteschi, bisognosi di restauri, nell'abside di sinistra la rappresentazione delle tentazioni di san Antonio e sui pilastri le raffigurazioni di san Lazzaro, san Bernardo e san Giovanni Battista.
Il complesso fu edificato in forme romaniche, ma nel corso del XIV secolo una nuova rivisitazione mutò l'impianto in stile gotico. Del primario stile rimangono visibili le tre absidi esterne e l'altare della piccola navata sinistra, quest'ultimo sorretto da due colonne.
Nella facciata è presente, sopra l'ingresso della chiesa, un portale gotico ad arco acuto con lunetta. A lato della porta una lapide ricorda la figura del banchiere Giacomo Ponzone.
Delle tre navate rimane sono quella centrale, la destra è stata assorbita dalla casa padronale e l'altra trasformata in sepolcro di famiglia dai marchesi Raggi.